# Inavelsdepression
Inavelsdepression är inom populationsgenetiken beteckningen på en viss typ av genetiskt betingade funktionsnedsättningar hos individer i en population som kan uppkomma vid inavel, framför allt om populationen är alltför liten. Dessa beror på en ansamling av många små genetiska försämringar, som var för sig inte påverkar individernas överlevnadsduglighet särskilt mycket, men som sammantaget ger påtagliga negativa effekter. En liten och genetiskt isolerad population kan på det viset få sämre och sämre överlevnadsbetingelser, vilket i längden ofta leder till att den helt dör ut.
Ordet "depression" används här i dess ursprungligare betydelse "nedtryckthet". Termen "inavelsdepression" har därför inget samband med den psykiatriska diagnosen depression.
Ovanstående gäller främst arter som förekommer vilt i naturen. Även domesticerade arter kan dock drabbas av liknande problem. Dessa kan förstärkas eller motverkas av olika typer av avel. Vidare kan små genetiskt isolerade populationer av vår egen art också drabbas. Resten av denna artikel handlar dock främst om "vilda" populationer.
Inavelsdepression kan motverkas med flera åtgärder, som kan syfta till att bryta populationens genetiska isolering och/eller upprätthålla populationsstorleken, samt teoretiskt sett möjligen med direkta insatser eliminera skadliga anlagsvarianter ur populationen innan de har slagit ut de bättre varianterna. Inom EU regleras medlemsländernas skyldigheter att vidta de första två typerna av åtgärder i habitatdirektivet.
Frågorna om vid vilka populationsstorlekar risk för inavelsdepression uppstår kan vara kontroversiella. Det har förekommit återkommande konflikter mellan Europeiska kommissionen och Sveriges regering angående tillämpningen av direktivet avseende vissa rovdjur, främst varg och lodjur.

## Genetisk bakgrund och terminologi
I de flesta tvåkönade växt- och djurarterna har varje individ två parallella uppsättningar av nästan varje arvsanlag, ett från fadern och ett från modern; de är alltså diploida. Om populationen är rimligt stor, så finns det ofta flera varianter, alleler, av anlag som sitter på samma plats, locus (flertal loci), i kromosomerna hos olika individer, och ofta i de två kromosomerna av samma slag hos en och samma individ. Nya alleler kan uppkomma från generation till generation, genom mutationer. Vissa sådana nya alleler ändrar individernas överlevnadsmöjligheter (fitness). Nästan alla sådana ändringar är till det sämre.
Vissa mutationer ger ensamma så kraftiga försämringar att individen med säkerhet inte kan överleva eller inte kan fortplanta sig. Dessa är förstås katastrofala för den enskilda individen, men har knappast någon påverkan på populationen, eftersom allelen försvinner ur populationen i och med mutantens död.
Många mutationer ger upphov till neutrala mutationer: De ger ingen ändring alls i överlevnadsmöjligheterna. De flesta av dessa nya alleler försvinner ändå ur populationen inom ett par generationer, därför att de konkurrerande allelerna redan är så mycket vanligare att ren slump ger rätt små sannolikheter att de skall klara sig. Slumpens spel kan dock också leda till att efter några generationer ett större antal individer blir bärare av den nya allelen. Om populationsstorleken håller sig runt talet N, så kan slutligen den nya allelen - eller alleller uppståndna som nya neutrala mutationer som härstammar från denna -  slå igenom i hela populationen, med sannolikheten 1/2N. Detta kallas att den nya varianten fixeras i populationen.
De alleler som uppkommer genom neutrala mutationer, och sedan av ren slump slår igenom, ger upphov till en fortlöpande genetisk förändring (genetisk drift). I detta fall påverkar dock den genetiska driften inte heller populationens överlevnadsmöjligheter.

### Skadlig genetisk drift

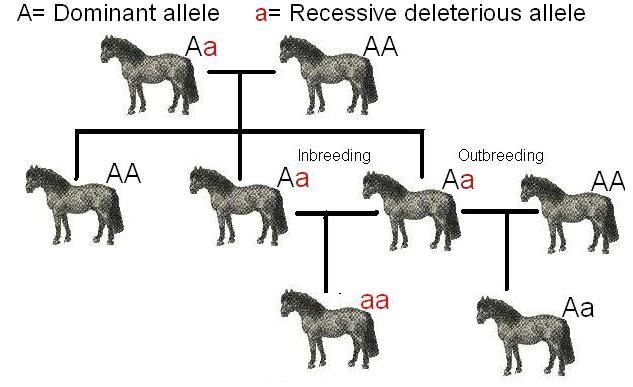
Exempel där ett recessivt anlag slår igenom på grund av inavel.

I en liten population kan även mutationer som svagt påverkar överlevnaden i negativ riktning fixeras genom genetisk drift. Sannolikheten för att en svagt negativ mutation fixeras är mindre än vad den är för en neutral mutation, men inte så mycket mindre. (Detta gäller speciellt om mutationen är recessiv, så att den nya allelen inte ger några skador alls, om den inte förekommer i båda de parallella kromosomerna.) Om populationsstorleken håller sig runt N = 10 djur, så har en neutral mutation en fixeringssannolikhet på 5 %, medan en svagt skadlig recessiv mutation kanske har 4 % chans att fixeras. I en större population uppkommer visserligen ett större antal svagt skadliga mutationer, men de har betydligt mindre sannolikheter för att fixeras, även i proportion till den större populationen.
Med andra ord, om vi i exemplet ovan skulle ha populationsstorleken N = 100 i stället för 10, en tiodubbling, så har en neutral mutation en tiondel så stor chans som förut att fixeras, alltså 0,5 %, medan den skadliga mutationen har mycket mindre än 0,4 % chans. Orsaken är, enkelt uttryckt, att fixeringsprocesen sannolikt tar väsentligt längre tid, vilket gör det betydligt sannolikare att såpass många individer som bär det dåliga anlaget får färre ungar än medeltalet, att anlaget slås ut. Denna process kallas naturligt urval eller selektion.
Sammanfattningsvis sker fler svagt skadliga mutationer i en större population än i den mindre, men det naturliga urvalet skyddar den större populationen betydligt bättre än den mindre mot att skadliga mutationer fixeras genom genetisk drift.
Varje sådan fixerad svagt skadlig mutation försämrar populationens överlevnadsmöjligheter, men inte särskilt mycket. Om populationen fortsätter att vara genetiskt isolerad och liten under ett stort antal generationer, blir dock den sammanlagda effekten av många fixerade sådana mutationer en påtaglig försämring av chanserna för överlevnad. Slutresultatet blir då oftast att populationen dör ut.